# Florin Cezar Ouatu
Florin Cezar Ouatu (Ploiești, Roménia; 18 de fevereiro de 1980), conhecido profissionalmente como «Cezar The Voice» ou simplesmente Cezar, é um contratenor de ópera, cantor e pianista romeno.

## Biografia
Filho do falecido flautista e antigo professor da Universidade Mozarteum de Salzburgo, Florin Ouatu, nasceu numa família de músicos em Ploiești. Cezar começou a tocar piano aos seis anos de idade. Ele se formou na Escola de Artes Carmen Sylva em sua cidade natal e no Conservatório de Milão. Em Itália, Cezar graduou-se na secção de canto clássico bel canto com nota máxima. Estudou também música barroca. Em 2001, Cezar foi aceite na Academia de Música Giuseppe Verdi em Milão, tendo-se formado em 2004. No Concurso Internacional de Canto Francisco Viñas de 2003 e no Concurso Internacional de Voz de 2005, organizado pela Fundação Renata Tebaldi em San Marino, ganhou o prémio de melhor contratenor. Cezar fez a sua estreia profissional no palco de ópera em 2007 no La Fenice de Veneza.  Desde então, tem participado em mais espectáculos de ópera em papéis de ópera barroca.

## Eurovisão
Em maio de 2013, Cezar representou a Roménia no Festival Eurovisão da Canção de 2013 com a canção «It's My Life», tendo acabado em 13.º lugar com 65 pontos na final do concurso. Uma semana depois, a 25 de maio de 2013, actuou ao lado de Andrea Bocelli e Angela Gheorghiu no concerto de Bocelli na Roménia, na Romexpo, o que levou a uma colaboração com Vangelis.
Em 2018, fez uma audição para o The X Factor do Reino Unido.